# Nexusförbindelse
En nexusförbindelse eller nexusrelation är en relation där båda leden förutsätter varandra syntaktiskt och semantiskt. Detta gäller främst för relationen mellan subjekt och predikat i en finit sats. 
Nexusförbindelse är också en term för det ord som sammanbinder de två satsleden som bildar nexus, exempelvis ordet "till" i satsen "Vi valde honom till ordförande", där "honom till ordförande" är nexus.
En förespråkare för att använda nexusförbindelser för att analysera text var den danske lingvisten Otto Jespersen, som introducerade begreppet nexus.